# Osías Stutman
Osías Stutman (1933 Buenos Aires) es un médico y poeta argentino. Desde joven escribe poesía, y en 1961 es incluido en la Antología de Poesía Nueva en la República Argentina.

## Trayectoria como médico
En 1957 se gradúa de médico en la Universidad de Buenos Aires y trabaja como investigador en el Instituto de Biología que dirigía Bernardo Houssay (NL). Emigra a Estados Unidos en 1966 donde trabaja en la University of Minnesota Medical School (Minneapolis, Minn) como profesor desde 1966 a 1972. Se especializa en inmunología, llegando a publicar más de 300 trabajos científicos en revistas cono Nature, Science, Journal of Immunology, etc. Desde 1972 a 2000 fue profesor en Cornell University y en el Memorial Sloan Kettering Cancer Center (MSKCC) de Nueva York, donde fue jefe del departamento de Inmunología y sigue siendo Miembro Emérito de MSKCC. En 1976 adquiere la nacionalidad norteamericana. Se jubila en el 2000 y es residente en Barcelona (España).

## Trayectoria como poeta
A partir de 1999 se establece en Barcelona. Su trayectoria como poeta comienza a principios de la década de 1960, publicando junto con poetas de la talla de Pizarnik y Gelman. A partir de 1998 se dedica de lleno a la poesía.

## Obras
- Los Sonetos (de Gombrowicz), Plaquette Nº 98, 14 poemas (Cafè Central, Barcelona, 25 de mayo de 1997).
- Los Fragmentos Personales (A work in progress, inolvidable), 65 poemas con notas (Olifante, Zaragoza, 4 de julio de 1998), con prólogo de José María Conget y solapa de Javier Barreiro.
- Ver y Oír (Cinco poemas de 2003-2005), (Cafè Central, Els Ulls de Tirèsies, Plaquette N.º 29, hivern de 2006).
- 44 Cuartetas (Emboscall, Vic, 29 de febrero de 2008), con prólogo de Carlos Edmundo de Ory.
- La Vide Galante y otros poemas, 135 poemas (Huesos de Jibia, Buenos Aires, septiembre de 2008), con contratapa de Walter Cassara.
- Mis Vidas Galantes. Poesías completas 1988-2008 (Editorial Comba, Barcelona, 2019).
- Entre 1992 - 1997 publicó 131 poemas sueltos en revistas españolas, argentinas y mexicanas.
- El mar de Bohemia. Poesías completas 2003-2022 (Editorial Comba, Barcelona, 2022).